# 명지도
명지도(鳴旨島) 또는 명호도(鳴湖島)는 낙동강 삼각주의 남부로, 행정구역상 부산광역시 강서구 명지동에 속한다. 섬 북쪽의 순아도(順牙島)가 합쳐졌다.

## 지명의 유래
| Daedongyeojido (Gyujanggak) 18-02.jpg | Daedongyeojido (Gyujanggak) 18-01.jpg |
| Daedongyeojido (Gyujanggak) 19-02.jpg | Daedongyeojido (Gyujanggak) 19-01.jpg |

1550년(조선 중종 25년)에 펴낸 신증동국여지승람에 명지도(鳴旨島)에 관한 기록이 있고, 김정호의 대동여지도에도 '명지도(鳴旨島)'라고 표시되어 있다.
명지도(鳴旨島)라는 이름은 자연재해나 천재지변이 있을 때마다 섬의 어딘가에서 먼저 변(變)을 예고하는 북소리, 종소리 같은 소리가 섬 전체에 울려 퍼졌다는 데서 붙여졌다고 한다.

## 같이 보기
- 명지동
- 명지국제신도시
- 낙동강 삼각주